# Маратуки
Маратуки (устар. Кушинко, Маратучка, адыг. Мэрэтыкъу) — река в России, протекает в Краснодарском крае. Устье реки находится в 101 км по левому берегу реки Пшеха. Длина реки — 14 км, площадь водосборного бассейна — 93 км². Имеет правый приток — реку Сосновка.
Название река берёт от одноимённого абадзехского рода. А. В. Твёрдый считал, что переводится как «ожиновый хребет».

## Данные водного реестра
По данным государственного водного реестра России относится к Кубанскому бассейновому округу, водохозяйственный участок реки — Белая. Речной бассейн реки — Кубань.
Код объекта в государственном водном реестре — 06020001112108100004823.